# بلویو (آیداهو)
بلویو(به انگلیسی: Bellevue) شهری در شهرستان بلین ایالت آیداهو است که جمعیت آن در سرشماری سال ۲۰۱۰ میلادی ۲٬۲۸۷ نفر بوده است.